# Ophiusa achatina
Ophiusa achatina är en fjärilsart som beskrevs av Pieter Cramer 1782. Ophiusa achatina ingår i släktet Ophiusa och familjen nattflyn. Inga underarter finns listade i Catalogue of Life.